# 85472 Xizezong
85472 Xizezong è un asteroide della fascia principale. Scoperto nel 1997, presenta un'orbita caratterizzata da un semiasse maggiore pari a 2,3120978 au e da un'eccentricità di 0,2009195, inclinata di 9,28576° rispetto all'eclittica.
L'asteroide è dedicato all'astronomo cinese Xi Zezong.